# Municipi de Viborg
El municipi de Viborg és un municipi danès que va ser creat l'1 de gener del 2007 com a part de la Reforma Municipal Danesa, integrant els antics municipis de Bjerringbro, Fjends, Karup, Møldrup i el de Tjele amb el de Viborg a més d'una petita part de l'antic municipi d'Aalestrup que va decidir unir-se al nou municipi en referèndum. El municipi és situat a la part central de la península de Jutlàndia, a la Regió de Midtjylland i abasta una superfície de 1474 km².
La ciutat més important i capital del municipi és Viborg (34.062 habitants el 2009). Altres poblacions són:
- Birgittelyst
- Bjerregrav
- Bjerringbro
- Bruunshåb
- Fly
- Finderup
- Frederiks
- Grønhøj
- Hald Ege
- Hammershøj
- Hjarbæk
- Hvam Stationsby
- Karup
- Kjeldbjerg
- Klejtrup
- Knudby
- Kvorning
- Kølvrå
- Løgstrup
- Løvel
- Mammen
- Møldrup
- Mønsted
- Ravnstrup
- Rindsholm
- Rødkærsbro
- Rødding
- Sahl
- Sjørup
- Skals
- Skelhøje
- Sparkær
- Stoholm
- Sønder Rind
- Ulbjerg
- Tange
- Tapdrup
- Vammen
- Vejrumbro
- Vinkel
- Vridsted
- Ørum

## Consell municipal
Resultats de les eleccions del 18 de novembre del 2009:
| Partit                       | vots  | % vots |
| ---------------------------- | ----- | ------ |
| Socialdemokratiet            | 14760 | 31,3   |
| Det Radikale Venstre         | 737   | 1,6    |
| Det Konservative Folkeparti  | 4793  | 10,2   |
| Socialistisk Folkeparti      | 6396  | 13,6   |
| Kristendemokraterne          | 502   | 1,1    |
| Dansk Folkeparti             | 3615  | 7,7    |
| Venstre                      | 16071 | 34,0   |
| Enhedslisten - De Rød-Grønne | 325   | 0,7    |

### Alcaldes
| Alcalde              | Període               | Partit                      |
| -------------------- | --------------------- | --------------------------- |
| Johannes Steensgaard | 1-1-2007 a 31-12-2009 | Socialdemokratiet           |
| Søren Pape Poulsen   | 1-1-2010 a 31-12-2013 | Det Konservative Folkeparti |